# As the Bell Rings (serie televisiva britannica)
As the Bell Rings è una serie televisiva britannica adattata dall'italiana Quelli dell'intervallo. È andata in onda dal 2007 al 2008, quindi rimpiazzata dalla versione americana della sit-com.
Il nome della sit-com riprende il titolo originale della soap opera Così gira il mondo (As the World Turns).
La serie è stata mandata in onda in Italia su Disney in English in versione originale e sottotitolata in italiano. Il titolo della serie è stato applicato in modo uguale alla versione australiana della serie, e in modo ingrandito alla versione del Singapore.

## Trama
La serie riguarda le avventure di un certo numero di studenti alla Shakespeare High School, che, durante la ricreazione, si ritrovano a parlare di fronte alla finestra del corridoio del più e del meno o combinano guai.

## Personaggi

### Personaggi fissi
- JJ (equivalente di Tinelli, interpretato da Gregg Sulkin) è noto come il senza speranza. È follemente innamorato di Bella, ma è sempre sfortunato con lei e con tutti in generale. Di solito escogita qualche complicato sistema per conquistare la ragazza, ma non fa altro che peggiorare la situazione. JJ è il migliore amico di Danny.
- Gabby (equivalente di Dj, interpretata da Emily Gloyens) è una ragazza che vuole essere popolare, e questo la fa parlare troppo e urlare con entusiasmo. Ama soprattutto la musica pop.
- Reece (equivalente di Spiffy, interpretato da Pax Baldwin) è noto come il poliziotto scolastico. È un ragazzo incaricato di segnalare al personale scolastico il comportamento degli alunni, cosa che lo rende orgoglioso ed entusiasta. Reece è efficiente e duro nel suo lavoro, e ha la capacità innata di apparire dove non è desiderato.
- Lucy (equivalente di Annina, interpretata da Jennifer Veal) è la sorella di JJ. È conosciuta come la giovane. È intelligente e divertente, nonché la più piccola del gruppo. Si diverte ad imbarazzare suo fratello. È diventata molto amica di Warren, perché è l'unico che la capisce veramente. Vorrebbe vestirsi come Bella, ma è la madre che le impone i suoi vestiti. Lucy ama la musica hip hop.
- Emma (equivalente di Mafalda, interpretata da Sydney White) è una ragazza interessante e divertente, ma manca di fiducia in se stessa. Sa sempre con la sua amica Isa. Emma non ottiene molta attenzione da parte dei ragazzi. Le piace, di tanto in tanto, modificare il suo abbigliamento. Le sue musiche preferite sono l'Indie rock e quelle dei vecchi cantautori.
- Danny (equivalente di Dred, interpretato da Daniel Anthony) è noto come Il ragazzo cool. È molto popolare tra le ragazze. È il miglior amico di JJ, e lo aiuta sempre nei suoi disastrosi piani. Danny veste alla moda e gli piacciono diversi tipi di musica.
- Bella (equivalente di Valentina) è una ragazza bella, intelligente e popolare. È amata da JJ, ma non ne contraccambia i sentimenti. È sempre alla moda e adora la musica pop.
- Rocky (equivalente di Rudy, interpretata da Olivia Scott) è una ragazza sportiva. Talvolta spaventa i ragazzi, senza volerlo, grazie alla sua forma fisica.
- Warren (equivalente di Secchia) è il ragazzo più intelligente della scuola. Gli piace Emma.

### Personaggi apparsi solo nella prima stagione
- Tinker (equivalente di Nico, interpretato da Jack Blumenau) è noto come il comico. Si diverte a realizzare scherzi ai suoi amici.
- Biggs (equivalente dello Smilzo, interpretato da Chris Parkinson) è un ragazzo che mangia troppo. Gli piace la musica rock e indossare jeans e T-shirt.

### Nuovi personaggi della seconda stagione
- Josh (equivalente di Nico, interpretato da Cameron Butterwick) è il nuovo comico. Si veste coi colori che riflettono la sua personalità.
- Charlotte è lo studente che scrive il giornale scolastico.
- Dylan (equivalente di Jaky, interpretato da Brad Kavanagh) è conosciuto come il rockeggiante. Scrive canzoni e suona la sua chitarra per almeno venti ore al giorno. Ama Isa, ma non lo ammette.
- Isa (interpretata da Isabel Samonte) è conosciuta come la produttrice musicale. Suonare il pianoforte, il flauto, la chitarra e il violino. Ama Dylan, ma non lo ammette.